# ENPPI Club
Maillots
Actualités
Le ENgineering for the Petrolium & Process Industries Sporting Club (en arabe : نادي إنبي الرياضي), plus couramment abrégé en ENPPI Club, est un club égyptien de football fondé en 1985 et basé au Caire, la capitale du pays.
Le club, appartenant à une compagnie pétrolifère et gazifère égyptienne, évolue actuellement en première division.

## Histoire
L'ENPPI Club accède pour la toute première fois en première division au cours de l'année 2002-03.

## Palmarès
- Ligue des champions arabes
  - Finaliste : 2006

- Championnat d'Égypte
  - Vice-champion : 2005

- Coupe d'Égypte (2)
  - Vainqueur : 2005 et 2011
  - Finaliste : 2008 et 2009

- Supercoupe d'Égypte
  - Finaliste : 2005 et 2006